# Prosopium cylindraceum
Espèce
Statut de conservation UICN

 NE  : Non évalué
Le ménomini rond (Prosopium cylindraceum) est une espèce de poissons d’eau douce d’Amérique du Nord, c'est le plus coloré et le moins connu des Coregoninae. Il se distingue du Grand corégone et du Cisco de lac par sa forme plus cylindrique.
Le ménomini rond présente une grande variabilité au niveau de la période et des caractéristiques de sa reproduction, de son régime alimentaire, de son habitat, de sa morphologie, ainsi qu’au niveau de nombreux autres facteurs. Cette hétérogénéité s’explique par la diversité des milieux dans lesquels cette espèce évolue.

## Répartition/distribution
Le ménomini rond est largement réparti dans le nord de l’Amérique du Nord et le nord-est de l’Asie entre autres au niveau de la Sibérie,. En Amérique, sa distribution est discontinue, peu de populations sont répertoriées dans les provinces de l’Ontario et du Manitoba au Canada,. Dans la partie est de l’Amérique, il est présent au Canada dans les provinces de Terre-Neuve (Labrador), du Nouveau-Brunswick et du Québec ainsi qu’aux États-Unis dans les états du Maine, du New Hampshire, du Connecticut, du Vermont et de New York,. Dans la partie ouest de l’Amérique, l’Alaska (États-Unis), les Territoires du Yukon, du Nord-Ouest et le Nunavut de même que les provinces de la Colombie-Britannique, de l’Alberta et de la Saskatchewan au Canada font aussi partie de sa répartition,. Il est retrouvé dans tous les Grands Lacs à l’exception du Lac Érié.

## Morphologie

### Générale
Cette espèce tient son nom de sa forme très cylindrique, caractère qui permet de la distinguer des autres de la même famille. Sa longueur moyenne est de 20 à 30 cm, mais des individus de 56 cm ont déjà été capturés,,. La tête, relativement petite, représente environ 20 % de la longueur totale du poisson. Le museau surplombe la bouche, plutôt petite et située en position ventrale,. Le ménomini rond se distingue des autres corégoninés par son corps plus coloré. L’ensemble du corps est argenté, alors que le dos prend une coloration brune à bronzée, avec des teintes de vert. La présence d’une bordure noire autour des écailles, spécialement celles situées sur le dos, est très évidente. Les nageoires pectorales sont de couleur ambrée, alors que les pelviennes et l’anale possèdent seulement une légère teinte ambrée. Comme l’ensemble des salmonidés, le ménomini rond possède une nageoire adipeuse, généralement ponctuée de brun.

### Morphologie de reproduction
En période de reproduction, avant la fraie, apparaissent des tubercules nuptiaux sur chaque écaille, et ce, sur cinq rangées de part et d’autre de la ligne latérale,. De plus petits tubercules se développent également sur la nuque, mais non sur la tête. Les tubercules, en général, bien que plus prononcés sur les mâles que les femelles, ne constituent pas un critère permettant de distinguer les deux sexes. Durant cette période, un changement de coloration peut intervenir, les nageoires deviennent quant à elles orangées.

## Cycles de vie et habitats
Le ménomini rond présente des cycles de vie variés. En effet, il peut être anadrome (vivre entre mer pour l’alimentation et en eau douce pour la reproduction et le développement), lacustre (vivre uniquement en lac), fluvial (vivre uniquement en ruisseau ou en rivière) ou ad-fluvial (vivre entre les lacs et les rivières) dépendamment de sa répartition. Par exemple, dans la partie sud de leur aire de répartition, ces poissons sont trouvés dans les eaux peu profondes des lacs alors que, dans la partie nord, ils sont essentiellement trouvés dans les rivières et les cours d’eau. On les retrouve également en eaux saumâtres dans les rivières Mackenzie et Coppermine ainsi que dans la baie de Prudhoe (Alaska) et le long des côtes de la baie d’Hudson et de la baie de James. L’adoption d’un cycle de vie est intrinsèque à l’habitat disponible. Il est lié aux conditions environnementales comme le pH, la présence de prédateur(s), le ratio surface/profondeur, le type de lac, le nombre de degrés jours disponible, la présence de liens entre lacs et rivières, etc.,, Ainsi, selon ces conditions, variables selon la localisation de l’aire de distribution, le ménomini rond a un mode de vie adapté afin de maximiser sa survie et son succès reproductif .
De façon générale, l’incubation des œufs et le développement larvaire du ménomini s’effectuent de mars à mai. Suit, ensuite, une période pouvant varier de 2 à 7 ans où le ménomini rond est considéré comme juvénile. Ce stade « juvénile » inclut un sous-stade appelé « jeunes de l’année ». Les ménominis vont ensuite être en stade adulte de leur maturité à leur mort (en moyenne 14 ans). La durée des stades dépend essentiellement des conditions environnementales.

## Reproduction
Le ménomini est un poisson itéropare, c’est-à-dire qu’il se reproduit à plusieurs reprises une fois qu’il a atteint la maturité sexuelle,,. Il semblerait toutefois que les individus matures ne se reproduisent pas chaque année. La femelle atteint sa maturité sexuelle entre 3 et 8 ans, alors que le mâle deviendrait mature entre 4 et 7 ans. Le moment de la fraie varie géographiquement par rapport à la température de l’eau. Elle se produit généralement entre le mois de novembre et le début décembre dans la région des Grands Lacs et plus tôt en saison pour les régions plus au nord.
Le mâle arrive habituellement avant la femelle sur le site de reproduction,. Le ménomini rond ne fait pas de nid, la femelle dépose ses œufs directement sur un substrat généralement composé de gravier et de roche. Cette espèce se reproduit dans des habitats très variés. En effet, la fraie peut être observée dans des eaux peu profondes (0,5 à 1,5 m) en présence de courant comme dans les émissaires de lacs ou les tributaires de rivière, mais également dans des eaux calmes et plus profondes (0.15 à 15 m) des lacs. En moyenne, la femelle pond entre 5000 et 12000 œufs, bien qu’elle puisse aller jusqu’à 25 000 œufs. La variation dans la fécondité des femelles varie positivement avec la taille des individus,. Le temps d’incubation des œufs est généralement de 300 degrés jours,, mais diminue avec l’augmentation de la température.

## Alimentation et chaîne alimentaire
De façon générale, le ménomini rond est opportuniste. Son régime alimentaire dépend essentiellement de son cycle de vie, de son habitat (lac/rivière/eaux saumâtres), de son âge et de la disponibilité saisonnière des sources de nourriture. Le rapport effectué par Pêche et Océan Canada en 2007 met en évidence les relations proie-prédateur de la chaîne alimentaire, elles sont décrites dans les paragraphes ci-dessous.

### Proies
Les proies des adultes et des juvéniles sont essentiellement des insectes aquatiques (ex. : moucherons et éphémères), mais aussi des petits poissons (ex. : perchaude), des œufs de poissons (y compris les leurs), des insectes terrestres et des annélides (ex. : oligochètes et sangsues). Le ménomini rond consomme aussi des crustacés (ex. : amphipodes, cladocères et isopodes) et des mollusques (ex. : palourdes et escargots) en particulier dans les lacs. Les jeunes de l’année, quant à eux, consomment uniquement des insectes et probablement des crustacés.
Afin de se nourrir, le ménomini rond peut exploiter une large gamme d’invertébrés ce qui leur confère la possibilité d’exploiter une niche écologique comme les lacs oligotrophes.

### Prédateurs
Les prédateurs des juvéniles et adultes sont essentiellement les autres poissons (ex. : la lotte (Lota lota), les truites et les brochets en général) mais également les mammifères, comme l’Homme. Les jeunes de l’année sont consommés par les poissons mais également par des oiseaux et des invertébrés (insectes et crustacés). Les œufs sont mangés par des invertébrés et des poissons, dont le ménomini rond lui-même.

### Compétition
Des relations de compétition pour la nourriture ont également été mises en évidence entre le ménomini rond et d’autres espèces de poissons : le grand corégone (Coregonus clupeaformis), l’ombre arctique (Thymallus arcticus) et les saumons de manière générale. Le ménomini rond peut aussi être en compétition avec des crustacés. Les compétitions intra- et inter- spécifique peuvent limiter la croissance de ce poisson.

## Économie/Intérêt pour l’Homme
Cette espèce a été étudiée par le gouvernement du Canada dans le cadre de la mise en place d’un Gazoduc dans la vallée de Mackenzie. D’un point de vue économique, le ménomini rond a une faible importance au Canada, principalement dû à sa faible taille et à la fluctuation importante de ses populations. Il semblerait néanmoins que la chair de ce poisson le rend intéressant pour la consommation. Entre 1960 et 1968, la pêche commerciale de cette espèce dans les Grands Lacs a permis la récolte de 20 000 à 70 000 livres de poisson, dont la valeur variait de 1500$ à 10 000$. Aujourd’hui, cette espèce, ainsi que plusieurs autres, n’apparaît plus dans la liste des espèces d’importance commerciale, comme ce fût historiquement pour les Grands Lacs. Ce phénomène serait dû à une combinaison de facteurs, notamment la surpêche, l’introduction d’espèces exotiques et la dégradation de l’habitat.

## Impact de l’Homme sur l’habitat
Comme pour de nombreuses espèces de poissons, l’impact de l’Homme sur l’habitat aquatique a un impact direct sur le ménomini rond. La dégradation d’habitat, par acidification ou contamination (ex. : DTT, métaux lourds et radio-isotopes) et par perturbation de la sédimentation, des courants et de la profondeur, peut avoir des effets dévastateurs sur les populations de ménomini rond. Par exemple, la diminution du pH sous 5,5 cause la mort ou la disparition des poissons. La modification des conditions hydrologiques a des effets sur la ponte et la survie des œufs. Les contaminants provoquent, quant à eux, des dommages morphologiques, endocriniens et physiologiques sur la reproduction au niveau des gonades et des œufs,.
La fragmentation des habitats par la construction de barrages, par exemple, a également un impact sur ce poisson, notamment concernant sa migration et sa reproduction.
L’introduction d’espèces modifie la chaîne alimentaire du ménomini rond ce qui réduit ou augmente les stocks en fonction de l’espèce introduite. L’introduction de prédateurs (ex. : la perchaude (Perca flavescens), l’éperlan arc-en-ciel (Osmerus mordax) ou l’achigan à petite bouche (Micropterus dolomieu)) diminue la présence du ménomini rond. Certains invertébrés comme l’écrevisse peuvent également avoir un impact sur la population cette espèce en s’attaquant directement à ses œufs,.
Le stock de ménomini rond peut également être influencé par la capture accidentelle de ce poisson lors de pêches de poissons au filet ou d’invertébrés benthiques avec des cages.
Enfin, les changements climatiques ont des impacts directs et indirects sur le ménomini rond et notamment sur ses œufs. La variation de la température des eaux change les habitudes des individus et surtout influence la production et le développement de leurs œufs. L’augmentation des températures peut également augmenter son nombre de prédateurs et en particulier ceux de ses œufs (ex. : crustacés). Le réchauffement climatique modifie également l’aire de répartition du ménomini rond.